# 사녀
"사녀"는 한국에서 제작된 신상옥 감독의 1969년 영화이다. 오영일, 김혜정, 백일섭 등이 주연으로 출연하였고 신상옥 등이 제작에 참여하였다.

## 출연

### 주연
- 오영일
- 김혜정
- 백일섭

## 기타
- 조명: 마용천
- 미술: 정우택
- 각본: 곽일로
- 음악: 정윤주